# Говарц, Рафаэль
Рафаэль Герман Анна Говарц (нидерл. Rafaël Herman Anna Govaerts, 1968) — бельгийский ботаник. 

## Биография
Рафаэль Говарц родился в 1968 году.
Он работает исследователем и куратором Королевских ботанических садах Кью.
С 1995 года Говарц активно участвует в составлении World Checklist of Euphorbiaceae (sensu lato) в рамках «Глобального проекта данных».
Рафаэль Герман Анн Говарц внёс значительный вклад в ботанику, описав множество видов семенных растений.

## Научная деятельность
Рафаэль Говарц специализируется на семенных растениях.